# World Wide Live
World Wide Live je druhé koncertní album německé hardrockové skupiny Scorpions z roku 1985.
Nahráno:
1. The Forum, Los Angeles, Kalifornie (24. a 25. dubna 1984)
2. Sports Arena, San Diego, Kalifornie (26. dubna 1984)
3. Pacific Amphitheatre, Costa Mesa, Kalifornie (26. dubna 1984)
4. Bercy, Paříž, Francie (29. února 1984)
5. Sporthalle, Kolín nad Rýnem, Německo (17. listopadu 1984)

Poprvé na remasterovaném CD původně vynechané skladby 13, 17, 18, 19

## Seznam skladeb
1. "Countdown" [Instrumental] (K.Meine/Jabs) – 0:31
2. "Coming Home" (R.Schenker/K.Meine) – 3:15
3. "Blackout" (R.Schenker/K.Meine/H.Rarebell/Kittelsen) – 3:40
4. "Bad Boys Running Wild" (R.Schenker/K.Meine/H.Rarebell) – 3:47
5. "Loving You Sunday Morning" (R.Schenker/K.Meine/H.Rarebell) – 4:36
6. "Make It Real" (R.Schenker/H.Rarebell) – 3:27
7. "Big City Nights" (R.Schenker/K.Meine) – 4:49
8. "Coast to Coast" (R.Schenker) – 4:40
9. "Holiday" (Schenker/K.Meine) – 3:12
10. "Still Loving You" (R.Schenker/K.Meine) – 5:44
11. "Rock You Like a Hurricane" (R.Schenker/K.Meine/H.Rarebell) – 4:04
12. "Can't Live Without You" (R.Schenker/K.Meine) – 5:28
13. "Another Piece of Meat" (H.Rarebell/R.Schenker) – 3:36
14. "The Zoo" (R.Schenker/K.Meine) – 5:46
15. "No One Like You" (R.Schenker/K.Meine) – 4:07
16. "Dynamite" (Schenker/K.Meine/H.Rarebell) – 7:05
17. "Can't Get Enough", Pt. 1 (R.Schenker/K.Meine) – 1:59
18. "Six String Sting" (Jabs) – 5:18
19. "Can't Get Enough", Pt. 2 (R.Schenker/K.Meine) – 1:52

## Sestava
- Klaus Meine – zpěv
- Matthias Jabs – sólová kytara
- Rudolf Schenker – kytara
- Francis Buchholz – baskytara
- Herman Rarebell – bicí